# Karl Peter
Karl Georg Peter (né le 2 juillet 1870 à Francfort-sur-l'Oder, et mort le 16 mars 1955 à Fischbachau) est un anatomiste allemand. 

## Biographie
Peter grandit à Meissen. Il obtient son diplôme de fin d'études en 1890 à l'école princière et d'État de Saint Afra à Meissen. En 1890, il commence à étudier la médecine. D'abord à l'Université de Fribourg, puis à l'Université de Kiel, puis à l'Université de Leipzig, puis à l'Université de Marbourg et enfin à Fribourg. À Fribourg, Peter obtient son doctorat en 1895 à l'Institut d'anatomie avec sa thèse "La colonne vertébrale des gymnophions". Son superviseur est Robert Wiedersheim (de). De 1897 à 1904, Peter occupe un poste d'assistant et de second prosecteur à l'Université de Breslau avec Johann Karl Franz Hasse, avec ne s'entend cependant pas bien. En 1898, il rédige à Breslau une thèse sur l'origine et la forme fonctionnelle du crâne du Ichthyophis glutinosus. En 1904, Peter passe à l'Université de Wurtzbourg avec Philipp Stöhr (de). Il recommande l'embryologiste Robert Bonnet à Greifswald. En 1905, Peter devient professeur associé et en 1917 professeur titulaire d'anatomie à l'Université de Greifswald. De 1917 à 1935, il est directeur de l'Institut d'anatomie de Greifswald. Peter prend sa retraite en 1935. Après sa retraite, il poursuit ses recherches à l'institut et l'enseignement pendant la Seconde Guerre mondiale (1939-1945). En 1945 Peter choisit Birkenstein en Bavière comme lieu de retraite. Lorsque l'enseignement repris à l'Université de Munich en 1946, Benno Romeis (de) fait appel à lui pour des conférences et des exercices. À partir de 1946, il est impliqué comme professeur titulaire dans la reconstruction de l'institut d'anatomie de Munich. 
Il est connu avec Gustav Born (de), Alfred Schaper (de) et Hermann Triepel (de) pour l'amélioration de la méthode de préparation des modèles anatomiques. Il est spécialiste d'embryologie et d'anatomie microscopique. 
En 1932, il est admis à l'Académie Léopoldina, maisdémissionne en 1935 parce qu'ils refusent d'imprimer une de ses œuvres
Pour son 85e anniversaire, la Société d'anatomie avait prévu d'honorer un hommage et avait demandé la Grand-croix de l'ordre du Mérite de la République fédérale d'Allemagne. Karl Peter décède à l'âge de 84 ans d'une grave maladie.

## Travaux
Karl Peter a participé à 162 publications, dont 10 livres et monographies. 23 thèses de doctorat ont été rédigées sous sa direction. 
- Herausgeber mit Joseph Becker u. a.: Handbuch der Anatomie des Kindes, München: Bergmann, ab 1927
- Grundlagen einer funktionellen Embryologie. Eine biologische Studie, 1947